# Dingsleben
Dingsleben település Németországban, azon belül Türingiában. Lakosainak száma 231 fő (2023. december 31.).

## Népesség
A település népességének változása:
| Lakosok száma | 252  | 246  | 245  | 235  | 238  | 231  |
|               | 2014 | 2017 | 2019 | 2021 | 2022 | 2023 |